# Aprilie 2001
Acest articol este generat integral pe baza informațiilor din articolul 2001 și este actualizat periodic de un robot.
 Editările făcute în articol vor fi șterse la următoarea actualizare! Dacă doriți să faceți modificări, editați articolul-sursă.

ianuarie -
februarie -
martie -
aprilie -
mai -
iunie -
iulie -
august -
septembrie -
octombrie -
noiembrie -
decembrie
Aprilie 2001 a fost a patra lună a anului și a început într-o zi de duminică.

## Evenimente
- 1 aprilie: Incidentul din insula Hainan, China. Un avion de vânătoare chinez F-8 s-a ciocnit de un avion american de recunoaștere EP-3E, forțând pilotul avionului american să aterizeze în Hainan. Echipajul a fost reținut pentru 10 zile, în vreme ce pilotul avionului chinez, Wang Wei, este presupus mort.
- 1 aprilie: Președintele fostei Iugoslavii, Slobodan Milošević, se predă poliției și este arestat pentru crime de război.
- 1 aprilie: În Olanda este adoptată legea căsătoriei dintre persoanele de același sex.
- 6 aprilie: Linda Partridge și colegii publică identificarea rolului unei gene specifice în îmbătrânirea animalelor.
- 28 aprilie: Soyuz TM-32  va decola  de la cosmodromul Baikonur, care va transporta primul turist spațial american, Dennis Tito.

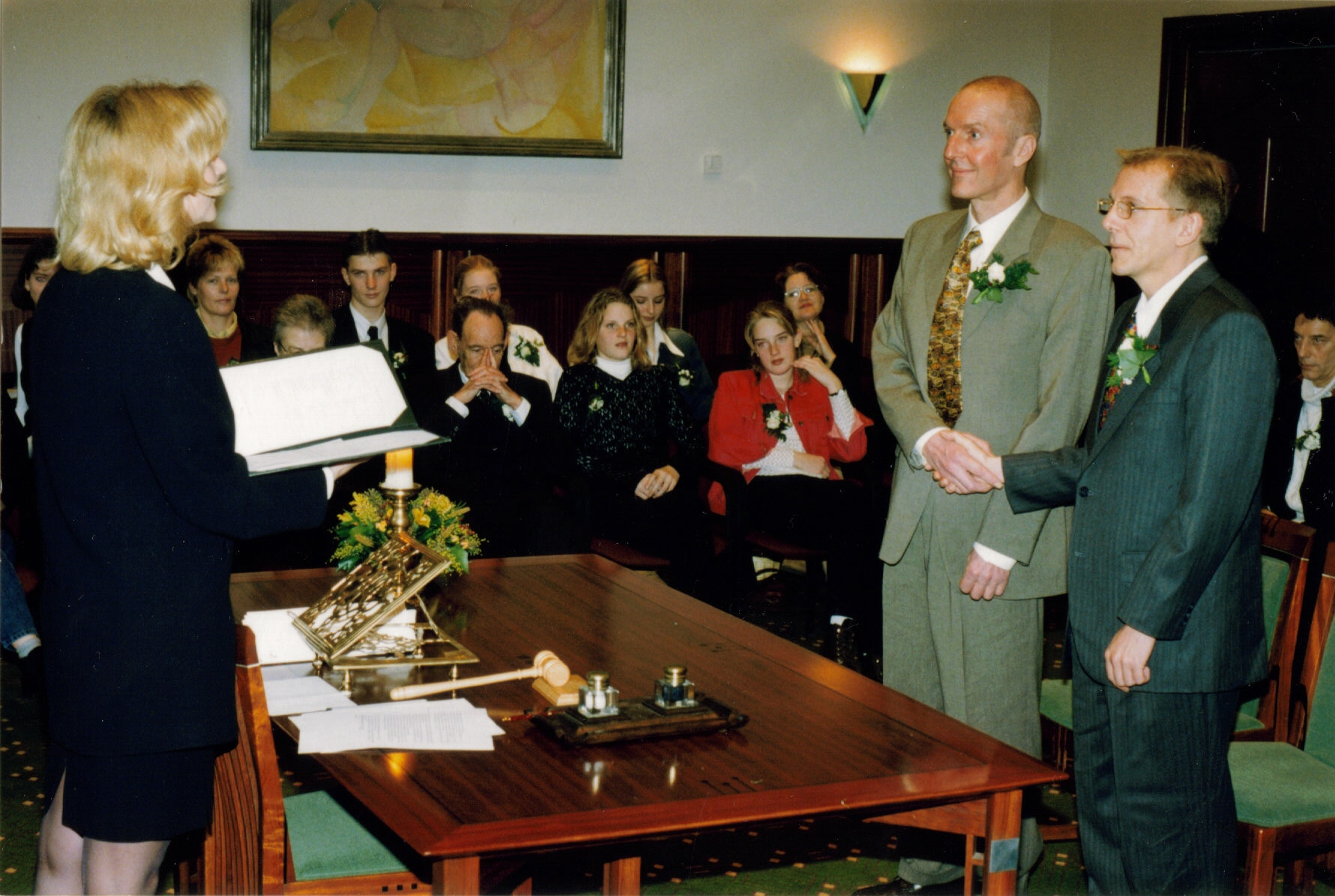
1 aprilie: În Olanda este adoptată legea căsătoriei dintre persoanele de același sex
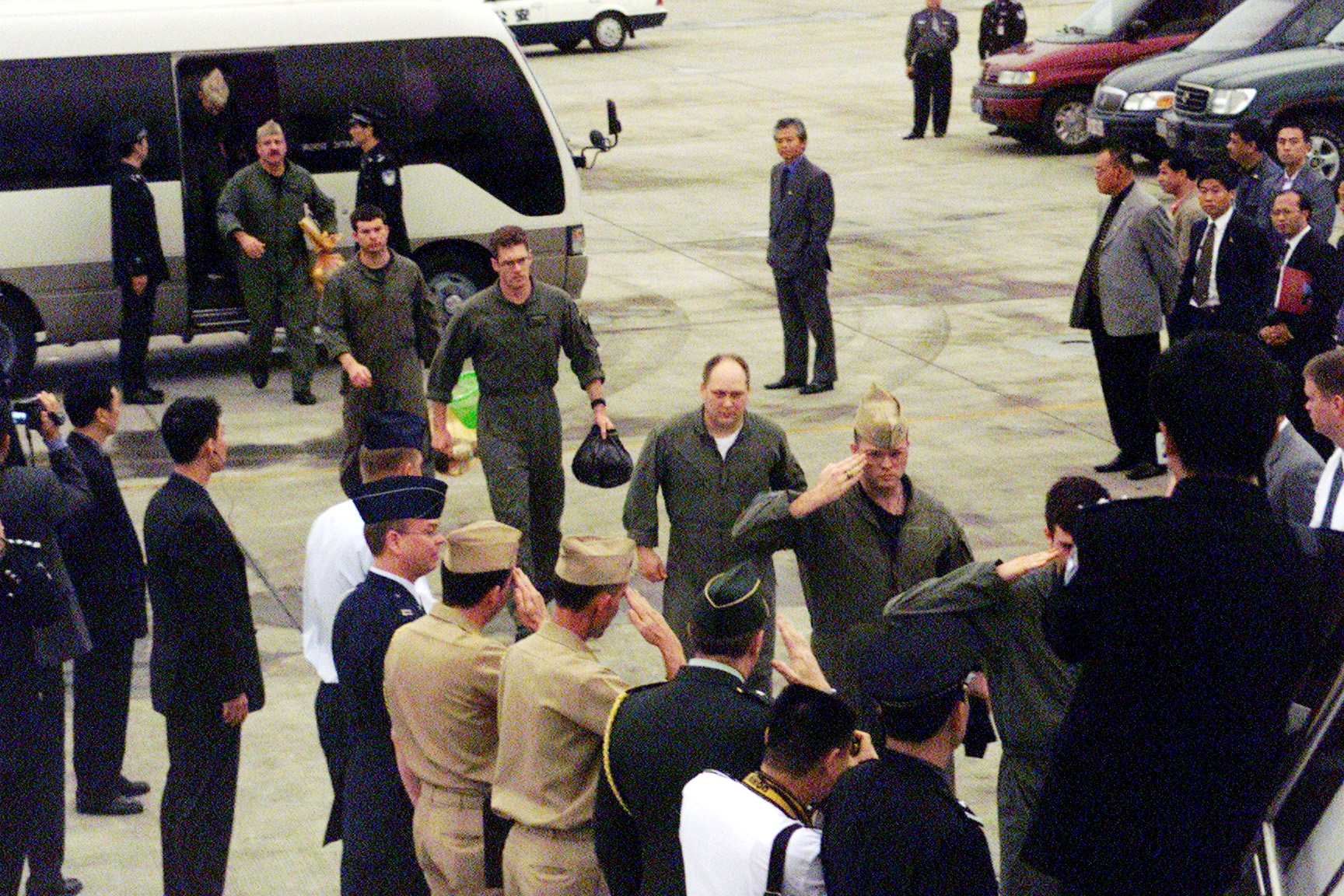
Echipajul aeronavei americane se întoarce în siguranță în Guam, din China

## Nașteri
- 10 aprilie: Noa Kirel, cântăreață israeliană
- 13 aprilie: Dessita, cântăreață bulgară

## Decese
- 4 aprilie: Liisi Oterma, astronomă finlandeză (n. 1915)

- 7 aprilie: David Graf (Paul David Graf), 50 ani, actor american (n. 1950)
- 7 aprilie: Beatrice Straight (Beatrice Whitney Straight), 86 ani, actriță americană (n. 1914)
- 8 aprilie: Reuven Ramaty, astronom american (n. 1937)
- 11 aprilie: Alain Girel, sculptor francez (n. 1945)
- 12 aprilie: Dumitru Teaci, politician român (n. 1925)
- 14 aprilie: Hiroshi Teshigahara, 74 ani, regizor japonez de film (n. 1927)
- 15 aprilie: Joey Ramone (Jeffrey Ross Hyman), 49 ani, muzician și cântăreț american (n. 1951)
- 15 aprilie: Olga Lengyel, scriitoare maghiară (n. 1908)
- 16 aprilie: Paul Kazuo Kuroda, chimist american de origine japoneză (n. 1917)
- 19 aprilie: Pierre Versins, scriitor francez (n. 1923)
- 20 aprilie: Va'ai Kolone, 89 ani, prim-ministru al statului Samoa (1985-1989), (n. 1911)
- 20 aprilie: Giuseppe Sinopoli, 54 ani, dirijor și compozitor italian (n. 1946)
- 25 aprilie: Michele Alboreto, 44 ani, pilot italian de Formula 1 (n. 1956)
- 29 aprilie: Barend Biesheuvel, 81 ani, prim-ministru al Țărilor de Jos (1971–1973), (n. 1920)